# TJ Horní Lideč
Tělovýchovná jednota Horní Lideč je český fotbalový klub z obce Horní Lideč, který byl založen v roce 1951 pod názvem TJ Lokomotiva Horní Lideč. Od sezóny 2019/20 hraje I. A třídu Zlínského kraje – sk. A (6. nejvyšší soutěž).
Své domácí zápasy odehrává na stadionu Horní Lideč.
Od sezóny 2023/24 trénuje A-mužstvo Anton Cintula, vedoucím týmu je Miroslav Slovák.

## Historické názvy
Zdroj: 
- 1951 – TJ Lokomotiva Horní Lideč (Tělovýchovná jednota Lokomotiva Horní Lideč)
- 1991 – TJ Horní Lideč (Tělovýchovná jednota Horní Lideč)

## Umístění v jednotlivých sezonách
Zdroj: 
Stručný přehled
- 1992–1999: I. A třída Středomoravské župy – sk. A
- 1999–2001: neaktivní
- 2001–2002: I. A třída Středomoravské župy – sk. A
- 2002–2003: I. A třída Zlínského kraje – sk. A
- 2003–2007: I. B třída Zlínského kraje – sk. A
- 2007–2008: Okresní přebor Vsetínska
- 2008–2015: I. B třída Zlínského kraje – sk. A
- 2015–2017: I. A třída Zlínského kraje – sk. A
- 2017–2019: I. B třída Zlínského kraje – sk. A
- 2019–2024: I. A třída Zlínského kraje – sk. A
- 2024–2025: I. A třída Zlínského kraje – sk. B
- 2025–: I. B třída Zlínského kraje – sk. A

Jednotlivé ročníky
Legenda: Z - zápasy, V - výhry, R - remízy, P - porážky, VG - vstřelené góly, OG - obdržené góly, +/- - rozdíl skóre, B - body, červené podbarvení - sestup, zelené podbarvení - postup, fialové podbarvení - reorganizace, změna skupiny či soutěže
| Československo (1992 – 1993) |                                        |        |    |    |       |    |    |    |     |    |        |
| Sezóny                       | Liga                                   | Úroveň | Z  | V  | R     | P  | VG | OG | +/- | B  | Pozice |
| 1992/93                      | I. A třída Středomoravské župy – sk. A | 6      | 26 | 9  | 6     | 11 | 47 | 46 | +1  | 24 | 8.     |
| Česko (1993 – )              |                                        |        |    |    |       |    |    |    |     |    |        |
| Sezóny                       | Liga                                   | Úroveň | Z  | V  | R     | P  | VG | OG | +/- | B  | Pozice |
| 1993/94                      | I. A třída Středomoravské župy – sk. A | 6      | 26 | 15 | 2     | 9  | 53 | 26 | +27 | 32 | 4.     |
| 1994/95                      | I. A třída Středomoravské župy – sk. A | 6      | 26 | 10 | 4     | 12 | 45 | 46 | −1  | 34 | 7.     |
| 1995/96                      | I. A třída Středomoravské župy – sk. A | 6      | 26 | 11 | 5     | 10 | 49 | 48 | +1  | 38 | 6.     |
| 1996/97                      | I. A třída Středomoravské župy – sk. A | 6      | 26 | 9  | 6     | 11 | 43 | 43 | 0   | 33 | 10.    |
| 1997/98                      | I. A třída Středomoravské župy – sk. A | 6      | 26 | 17 | 4     | 5  | 52 | 32 | +20 | 55 | 3.     |
| 1998/99                      | I. A třída Středomoravské župy – sk. A | 6      | 26 | 11 | 4     | 11 | 45 | 41 | +4  | 37 | 8.     |
| ...                          |                                        |        |    |    |       |    |    |    |     |    |        |
| 2001/02                      | I. A třída Středomoravské župy – sk. A | 6      | 26 | 10 | 6     | 10 | 43 | 43 | 0   | 36 | 7.     |
| 2002/03                      | I. A třída Zlínského kraje – sk. A     | 6      | 26 | 8  | 0     | 18 | 35 | 60 | −25 | 24 | 14.    |
| 2003/04                      | I. B třída Zlínského kraje – sk. A     | 7      | 26 | 12 | 3     | 11 | 54 | 50 | +4  | 39 | 4.     |
| 2004/05                      | I. B třída Zlínského kraje – sk. A     | 7      | 26 | 8  | 4     | 14 | 45 | 57 | −12 | 28 | 13.    |
| 2005/06                      | I. B třída Zlínského kraje – sk. A     | 7      | 26 | 12 | 4     | 10 | 54 | 47 | +7  | 40 | 6.     |
| 2006/07                      | I. B třída Zlínského kraje – sk. A     | 7      | 26 | 6  | 5     | 15 | 47 | 75 | −28 | 23 | 14.    |
| 2007/08                      | Okresní přebor Vsetínska               | 8      | 26 | 15 | 3     | 8  | 61 | 38 | +23 | 33 | 1.     |
| 2008/09                      | I. B třída Zlínského kraje – sk. A     | 7      | 26 | 12 | 5     | 9  | 52 | 48 | +4  | 41 | 5.     |
| 2009/10                      | I. B třída Zlínského kraje – sk. A     | 7      | 26 | 10 | 5     | 11 | 43 | 50 | −7  | 35 | 7.     |
| 2010/11                      | I. B třída Zlínského kraje – sk. A     | 7      | 26 | 9  | 6     | 11 | 33 | 43 | −10 | 33 | 8.     |
| 2011/12                      | I. B třída Zlínského kraje – sk. A     | 7      | 26 | 11 | 8     | 7  | 51 | 41 | +10 | 41 | 3.     |
| 2012/13                      | I. B třída Zlínského kraje – sk. A     | 7      | 26 | 7  | 6     | 13 | 44 | 62 | −18 | 27 | 13.    |
| 2013/14                      | I. B třída Zlínského kraje – sk. A     | 7      | 26 | 10 | 0     | 16 | 38 | 48 | −10 | 30 | 12.    |
| 2014/15                      | I. B třída Zlínského kraje – sk. A     | 7      | 26 | 18 | 2 / 1 | 5  | 67 | 30 | +37 | 59 | 2.     |
| 2015/16                      | I. A třída Zlínského kraje – sk. A     | 6      | 26 | 8  | 4 / 6 | 8  | 41 | 38 | +3  | 38 | 9.     |
| 2016/17                      | I. A třída Zlínského kraje – sk. A     | 6      | 26 | 11 | 0 / 1 | 14 | 52 | 50 | +2  | 34 | 13.    |
| 2017/18                      | I. B třída Zlínského kraje – sk. A     | 7      | 26 | 13 | 2 / 1 | 10 | 67 | 32 | +35 | 44 | 6.     |
| 2018/19                      | I. B třída Zlínského kraje – sk. A     | 7      | 26 | 13 | 4/5   | 4  | 63 | 39 | +24 | 52 | 2.     |
| 2019/20                      | I. A třída Zlínského kraje – sk. A     | 6      | 13 | 8  | 0/2   | 3  | 26 | 17 | +9  | 26 | 5.     |
| 2020/21                      | I. A třída Zlínského kraje – sk. A     | 6      | 9  | 5  | 1/0   | 3  | 20 | 16 | +4  | 17 | 4.     |
| 2021/22                      | I. A třída Zlínského kraje – sk. A     | 6      | 26 | 13 | 2     | 11 | 59 | 50 | +9  | 41 | 6.     |
| 2022/23                      | I. A třída Zlínského kraje – sk. A     | 6      | 26 | 8  | 5     | 13 | 51 | 61 | -10 | 29 | 11.    |
| 2023/24                      | I. A třída Zlínského kraje – sk. A     | 6      | 26 | 8  | 7     | 11 | 49 | 64 | -14 | 31 | 9.     |
| 2024/25                      | I. A třída Zlínského kraje – sk. B     | 6      | 26 | 4  | 5     | 17 | 38 | 84 | -46 | 17 | 14.    |

Poznámka:
- Od sezony 2021/22 se ve Zlínském kraji hraje tímto způsobem: Pokud zápas skončí nerozhodně, oba týmy mají 1 bod. Za výhru po 90 minutách jsou 3 body, za prohru po 90 minutách není žádný bod.
- 2019/20 a 2020/21: Ročníky nebyly dohrány kvůli pandemii covidu-19 v Česku.